# Маяк (футбольный клуб, Кирсово)
«Маяк» (рум. FC Maiak Chirsova) — молдавский футбольный клуб из села Кирсово. Выступает в Дивизионе «Б» Чемпионата Молдовы по футболу.

## Стадион
Домашние игры чемпионата команда проводит на стадионе села Кирсово. На каждый домашний матч «Маяка» стадион собирает от 700 до 2000 болельщиков. В сезоне 2012/13 домашние матчи проводит на Комратском городском стадионе.

## История
Основателем клуба является Михаил Парфирьевич Малах (1923—1994).
Являясь педагогом по специальности, он по завершении Великой Отечественной войны, приехал в Кирсово и в 1952 году собрал футбольную команду из числа сельских ребят.
С тех пор и на протяжении 60 лет созданный футбольный клуб «Маяк» является одним из сильнейших клубов юга страны.
Сегодня воспитанники клуба защищают цвета сборной Молдовы и играют в ведущих клубах республики, таких как тираспольский «Шериф» (Сергей Георгиев) и рыбницкая «Искра-Сталь» (Георгий Никологло).

## Результаты клуба
| Season  | Div.        | Pos.  | Pl. | W  | D | L  | GS | GA  | P  | Cup  | Top Scorer (League) | Head Coach      |
| ------- | ----------- | ----- | --- | -- | - | -- | -- | --- | -- | ---- | ------------------- | --------------- |
| 2000-01 | 2nd         | 16/16 | 30  | 3  | 3 | 24 | 18 | 82  | 12 | ?    |                     | Ivan Zlatovchen |
| 2003-04 | 2nd         | 16/16 | 30  | 0  | 0 | 30 | 7  | 121 | 0  | ?    |                     | Ivan Zlatovchen |
| 2007-08 | 3rd «South» | 8/9   | 16  | 5  | 0 | 11 | 22 | 50  | 15 | ?    |                     | Ivan Zlatovchen |
| 2008-09 | 3rd «South» | 9/13  | 24  | 7  | 4 | 13 | 37 | 56  | 25 | ?    |                     | Ivan Zlatovchen |
| 2009-10 | 3rd «South» | 5/14  | 26  | 13 | 3 | 10 | 54 | 39  | 42 | ?    |                     | Ivan Zlatovchen |
| 2010-11 | 3rd «South» | 2/10  | 18  | 11 | 2 | 5  | 38 | 27  | 35 | ?    |                     | Ivan Zlatovchen |
| 2011-12 | 3rd «South» | 1/10  | 18  | 13 | 3 | 2  | 44 | 23  | 42 | ?    | Ilya Dragan — 19    | Ivan Zlatovchen |
| 2012-13 | 2nd         |       |     |    |   |    |    |     |    | 1/32 |                     | Ivan Zlatovchen |